# Shelter Island (Alaska)
Shelter Island is een bebost eiland in de Alexanderarchipel in de Alaska Panhandle in het zuidoosten van Alaska in de Verenigde Staten.

## Geografie
Het eiland ligt in het zuidoosten van het Lynn Canal en is onderdeel van het district Juneau. Ten oosten van het eiland ligt het Favorite Channel dat het eiland scheidt van het vasteland van Alaska. Ten westen van het eiland ligt het Saginaw Channel dat het eiland scheidt van Admiralty Island. Beide waterwegen verbinden het Lynn Canal in het noordwesten met de Stephens Passage in het zuidoosten.

## Geschiedenis
De eerste Europeaan die het eiland zag was Joseph Whidbey, kapitein van HMS Discovery tijdens de expeditie van George Vancouver van 1791-1795 in 1794. Het werd in 1868 vernoemd door commandant R. W. Meade van de United States Navy.